# Acaena torilicarpa
Acaena torilicarpa es una especie de planta del género Acaena, perteneciente a la familia Rosaceae.

## Taxonomía
Acaena torilicarpa fue descrita por Bitter en 1910.

## Distribución
Se encuentra en el territorio de Perú.